# Petřín
Petřín (tiếng Đức: Laurenziberg) là một N.M. ngọn đồi cao 327 m (trên mặt nước biển) ở trung tâm phía tây của thủ đô Cộng hòa Séc Praha. Nó nằm trên bờ trái của sông Vltava.

## Mô tả
Ngọn đồi gần như hoàn toàn là rừng là một trong những khu vực giải lao yêu thích của dân Praha. Trên đồi này có rất nhiều công trình lịch sử và địa điểm tham quan. Ở đây nhà thờ nhỏ Thánh Lawrence được xây dựng vào thời Trung Cổ, được tu bổ lại trong thế kỷ 18 theo phong cách baroque. Dưới triều đại của Karl IV một bức tường pháo đài Gothic được xây dựng (thành đói).
Nhân dịp triển lãm kỷ niệm vào năm 1891 tuyến đường sắt có dây kéo và mê cung có gương lịch sử đã được thêm vào. Cả hai vẫn còn đang hoạt động và có thể được viếng thăm. Cả Tháp Petrin (cầu thang với chiều cao 60 mét) cũng được xây dựng cùng lúc. Nó là một bản sao nhỏ của tháp Eiffel ở Paris và được xem là một mốc của thành phố có thể nhìn thấy từ xa. Từ tháp này người ta có thể có một cái nhìn toàn diện về Praha và các vùng lân cận.
Laurenziberg được đề cập tới không những trong truyện ngắn của Franz Kafka Beschreibung eines Kampfes (Mô tả một cuộc đấu tranh), cũng như trong tiểu thuyết của Milan Kundera Đời nhẹ khôn kham.